# Tanjung Miring (Sungai Rotan)
Tanjung Miring is een bestuurslaag in het regentschap Muara Enim van de provincie Zuid-Sumatra, Indonesië. Tanjung Miring telt 1267 inwoners (volkstelling 2010).